# Zamek Compton
Zamek Compton (ang. Compton Castle) – średniowieczny zamek w Wielkiej Brytanii we wsi Marldon koło Paignton, około 8 km na zachód od Torquay.
Został wybudowany w latach 1340–1480 przez rodzinę Gilbertów, której własnością jest do dziś. Był wielokrotnie odbudowywany po wojnach z Francuzami, którzy atakowali Anglię. Z tego powodu wybudowano zamek zewnętrzny, mury okalające część mieszkalną i ogród. Przez kilkadziesiąt lat zamek stał opuszczony i wykorzystywany był przez okolicznych chłopów jako stodoła i chlew. Po ponownym zasiedleniu przez ród Gilbertów, zamek został odrestaurowany, a zachowane stare naczynia i sprzęt domowy z końca epoki średniowiecza umieszczono w zamkowej wieży.
W zamku znajduje się stara oryginalna kuchnia, kaplica i pokój wojenny, w którym zgromadzono wiele zabytkowych eksponatów. Obok zamku znajduje się ogród ze sferą armilarną – przyrządem astronomicznym będącym modelem sfery niebieskiej.
Do najbardziej znanych właścicieli zamku należy Humphrey Gilbert (1539–1583), który skolonizował w 1593 roku Nową Fundlandię stawiając pierwszą angielską posiadłość w Ameryce Północnej. Według legendy jego przyjaciel, sir Walter Raleigh miał zapalić pierwszą lufkę tytoniu na terytorium Wielkiej Brytanii podczas jego odwiedzin na zamku.
Zamkiem od 1951 roku opiekuje się National Trust – organizacja charytatywna zajmująca się ochroną i konserwacją zabytków w Wielkiej Brytanii. Zamek jest wpisany na listę angielskiego dziedzictwa kulturowego.
Na zamku były kręcone sceny z filmu „Rozważna i romantyczna” (Sense and Sensibility) wyprodukowanego w 1995 roku, za którego scenariusz Emma Thompson otrzymała Oscara.